# Mike Harrington
Mike Harrington es un programador informático y empresario estadounidense. Es cofundador de la empresa de desarrollo y distribución digital de videojuegos Valve. Anteriormente programador de juegos en Dynamix y diseñador del sistema operativo Windows NT en Microsoft, Harrington fundó Valve en 1996 con Gabe Newell, otro exempleado de Microsoft.
Harrington y Newell financiaron en privado el desarrollo del producto debut de Valve, Half-Life (1998), que también ayudó a programar. Él dijo: "En Microsoft siempre te preguntas: '¿Estoy teniendo éxito o es Microsoft?' Pero con Half-Life conocía a Gabe y había creado ese producto y compañía desde cero ". El 15 de enero de 2000, Harrington disolvió su sociedad con Newell y dejó a Valve para pasar tiempo con su esposa. Según Newell, Harrington no quería arriesgar otro proyecto después del éxito de Half-Life.
En 2006, Harrington cofundó Picnik con su amigo y excolega Darrin Massena, que luego fue adquirido por Google en marzo de 2010. Harrington dejó Google en marzo de 2011, y cofundó otra compañía con Massena, llamada Catnip Labs, en enero de 2012. Harrington fue el CTO en el Comité para Niños de 2016-2018 y ahora es el CTO de Amplion.
- Datos: Q658774